# Iaeger
La ville de Iaeger est située dans le comté de McDowell, dans l’État de Virginie-Occidentale, aux États-Unis. Sa population s’élevait à 302 habitants lors du recensement de 2010, estimée à 255 habitants en 2017.

## Histoire
Nommée The Forks puis Williamsburg, la ville doit son nom actuel au colonel William G. W. Iaeger, qui s'y est installé dans les années 1880. Iaeger devient une municipalité en 1917.